# Chhatawa
Chhatawa (nep. छतवा) – gaun wikas samiti w środkowej części Nepalu w strefie Narajani w dystrykcie Bara. Według nepalskiego spisu powszechnego z 2001 roku liczył on 636 gospodarstw domowych i 4660 mieszkańców (2167 kobiet i 2493 mężczyzn).